# Classique des Alpes 2003
La Classique des Alpes 2003, tredicesima edizione della corsa e valida come evento dell'UCI, si svolse il 7 giugno 2003, per un percorso totale di 174,5 km. Fu vinta dallo spagnolo Francisco Mancebo che giunse al traguardo con il tempo di 4h54'49" alla media di 35,514 km/h.
Al traguardo 41 ciclisti portarono a termine il percorso.

## Ordine d'arrivo (Top 10)
| Pos. | Corridore          | Squadra       | Tempo    |
| ---- | ------------------ | ------------- | -------- |
| 1    | Francisco Mancebo  | iBanesto.com  | 4h54'49" |
| 2    | Benoît Salmon      | Phonak        | a 1'17"  |
| 3    | David Millar       | Cofidis       | a 1'41"  |
| 4    | Patrice Halgand    | Jean Delatour | a 1'53"  |
| 5    | Laurent Dufaux     | Alessio       | s.t.     |
| 6    | Íñigo Chaurreau    | AG2R Prév.    | a 1'55"  |
| 7    | Pierre Bourquenoud | Jean Delatour | a 1'57"  |
| 8    | Piotr Wadecki      | Quick Step    | a 2'03"  |
| 9    | Aleksandr Bočarov  | AG2R Prév.    | a 2'08"  |
| 10   | Nicolas Vogondy    | Fdjeux.com    | s.t.     |